# Tonimbuk
Tonimbuk ist eine Stadt im Cardinia Shire im australischen Bundesstaat Victoria.
Tonimbuk liegt etwa 90 Kilometer südöstlich von Melbourne und hat 208 Einwohner.

## Söhne und Töchter der Stadt
- Matthew Williams (* 1985), Springreiter